# Donibaneko Arraunlariak
Donibaneko Arraunlariak (Rameurs de San Juan en euskara) est un club d'aviron disparu, de Pasaia quartier de San Juan.

## Histoire
Donibaneko Arraunlariak est né d'une scission du club Koxtape, en 1991. La tension existante entre divers secteurs du club a explosé à la suite d'un incident dans le Drapeau de La Concha cette même année. La division a été radicale entre des directeurs, techniciens, rameurs et, en général, entre deux quartiers de la même ville. Après dix années de confrontation, on est parvenu à récupérer l'union donibanetarra (gentilé de San Juan en basque), et tous les membres seront intégrés dans le club original.

## Palmarès
- 1 Drapeau de La Concha: 1995[3]
- 2 Championnat d'Espagne de trainerillas: 1992 et 1999
- 1 Championnat d'Euskadi de trainerillas: 1999
- 1 Championnat d'Euskadi de batels: 1992
- 2 Championnat du Guipuscoa de batels: 1992 et 1993
- 4 Drapeau d'Elantxobe: 1992, 1993, 1995 et 1997
- 3 Drapeau de Hondarribia: 1992, 1995 et 1997
- 1 Grand Prix du Nervion: 1992
- 2 Drapeau de Santurtzi: 1994 y 1998
- 1 Drapeau de Getxo: 1994
- 1 Drapeau Villa de Bilbao: 1996

### Sources
- (es) Cet article est partiellement ou en totalité issu de l’article de Wikipédia en espagnol intitulé « Donibaneko Arraunlariak » (voir la liste des auteurs).